# 不安産業
不安産業（ふあんさんぎょう）とは、人間の不安によって成り立っている産業をさすスラング（俗語）である。ある種のビジネスを揶揄する言葉でもある。このため、自ら「不安産業」を名乗る例はほとんどない。

## 概要
ヒトは自己が自己として生きるためには不安がないことこそが異常なのであって、自己は常に不安とともに生きている。この本源的な不安に基づきヒトは行動するため、正月には神社や寺院に参拝し、唯物論者を自称する科学者でも不幸が重なった場合には、お祓いを受けることを考えたりする。こうした不安に立脚した産業や宗教を総称して不安産業と呼ぶことがある。一般にあからさまに不安を煽って金銭を得る産業のみならず、前述のように神社・仏閣や保険業もある一面では不安産業といえる。これらは、健康や商売繁盛をはじめ合格を祈願したり、健康や生命に危機があった際など、万一の場合を保障したりすることで、不安を取り除くことを生業とするが、逆に言えば、ヒトが不安を抱くからこそ成立するビジネスである。お札やお守りやは安心の象徴であり、おまじないである。また、お祓いは人間の歴史とともにあった最古のビジネスのひとつであり、人間存在の根源に深く根差したものである。
芳賀学は、現代日本が「宗教（復興）の時代」かつ「不安の時代」であるとし、「宗教が生活上必要であると考える人」の比率が、70数%にのぼり、かつ通時的にも1970年代中期までの減少傾向から、その後一転して急速な増加傾向へと移行し高止まりしている傾向、とりわけ西山茂が「新新宗教」と命名した根本主義色や統一教会、阿含宗などの呪術色の強い教団、「現代の小さな神々」と呼ばれる単立宗教法人が勢力を拡大させている顕著な傾向なども踏まえ、現代の新宗教が「不安産業」と呼ばれていると発言している。
医師の近藤誠は、阿川佐和子との対談で「医療というのはある意味で不安産業です」と発言している。
科学評論家の佐川峻は、不安をテーマに扱った映画として、決して多くはないと断った上、黒澤明の『生きる』やイングマール・ベルイマンの『野いちご』、クリント・イーストウッド監督・主演の『許されざる者』などを挙げている。また、ウラジミール・ホロヴィッツが、コンサート会場で聴衆の前に出るのに躊躇し、1時間も待たせたあげく、友人に後ろを押されて、ようやくよろよろとステージに出て行ったを例に挙げ、「健康な人」は芸術とは無縁であるという言葉にも納得すると述べ、芸術もまた広く「不安産業」と無縁ではないことを示唆している。

## 参考サイト
- 宗教の現実構成派的理解一主観的現実の社会的維持機構として-芳賀学
- 小野田 正利 悲鳴をあげる学校(20)「不安産業」が闊歩する時代の危うさ